# Клэр Беннет
Клэр Беннет (англ. Claire Bennet) — одна из главных персонажей телесериала «Герои».
Девушка из команды поддержки (чирлидер), живущая в городке Одесса, штат Техас, которая, как и большинство центральных персонажей, оказывается вовлечена в предотвращение различных угроз существованию мира. В первом сезоне сама Клэр являлась ключом к предотвращению ядерного взрыва в Нью-Йорке (вернее, так ошибочно считалось). На протяжении всего сериала её роль бессменно исполняла актриса Хейден Панеттьер.

## История в сериале

### Способность
Клэр обладает способностью к регенерации собственного тела, что обычно происходит автоматически. Царапины на коже или порезы заживают в считанные секунды, а вот переломы, вывихи и тому подобные травмы приходится вправлять вручную (например, в нескольких сериях ей приходилось вставлять обратно в тело прорезавшиеся сквозь плоть рёбра). Во втором сезоне, проведя параллель между своей способностью и регенерацией хвоста у ящериц, Клэр ради эксперимента отрезает себе мизинец, и тот за считанные секунды так же восстанавливается, показывая, что Клэр может восстанавливать и потерянные конечности. В пятом томе в одной из серий она случайно лишилась стопы, но и её смогла быстро восстановить.
Также особые регенеративные свойства имеет кровь Клэр, переливанием которой можно излечивать любые повреждения других людей, а также вылечивать героев, заражённых «вирусом Шанти». Однако эти свойства опасны для онкобольных: когда в четвёртом сезоне Клэр предложила попробовать вылечить опухоль мозга Хиро Накамуры с помощью своей крови, её отец Ной Беннетт выступил против, объяснив, что регенеративные свойства крови Клэр только усугубят болезнь.
Однако, хотя регенерация Клэр делает её почти бессмертной, у неё есть и определенные недостатки. В частности, конкретным слабым местом является небольшой участок мозга (по всей видимости, собственно и отвечающий за регенерацию), при повреждении которого она умирает и не оживает до тех пор, пока причина травмы не устранена. Также у Клэр крайне слабая природная иммунная система, т.к. регенерация фактически её компенсирует. Из-за этого, когда в третьем сезоне солнечное затмение временно отключило все сверхспособности мира, тело Клэр без способностей сразу подхватило огромное количество инфекций, из-за чего она временно умерла. 
В начале третьего сезона, когда злодей Сайлар наконец добрался до неё и вскрыл ей череп, чтобы скопировать на себя её силу, сама Клэр не лишилась её, но переставала чувствовать физическую боль при повреждениях. Это стало для неё психологической травмой, т.к. чувство боли помогало ей чувствовать себя человеком, но после вышеозначенной истории с клинической смертью она оправилась от этой травмы.

### Первый сезон
В начале сериала Клэр предстаёт как обычная старшеклассница, также выступающая в группе поддержки. Она уже в курсе, что была удочерена, и периодически спрашивает приёмных родителей о своей кровной семье, но те ничего не знают об этом. Также Клэр уже знает о своих способностях и вместе со своим другом ведёт видеодневник, на котором тестирует своё тело разными травмами на предмет силы регенерации. Доходит до того, что об её способности также узнаёт её младший брат Лайл, который в страхе обзывает её "мутанткой".
Однако вскоре Клэр обнаруживает, что брат и друг забыли об её способности, с искренним недоумением реагируя на её вопросы об этом. В итоге оказывается, что им периодически стирает память на эту тему коллега её отца Ноя Беннета, Гаитянин Рене, который также выступает в роли тайного защитника Клэр.
Вскоре после этого в школу Клэр вторгается известный серийный убийца Сайлар, который убивает её подругу и товарища по команде Джеки Уилкокс, ошибочно приняв её за саму Клэр. На помощь девушке приходит незнакомец по имени Питер Петрелли, который тоже оказывается сверхчеловеком; это открытие приятно поражает Клэр. Между ними возникает взаимная симпатия. За Клэр приезжает Ной, и она решается рассказать ему о своих способностях; однако, к шоку самой Клэр, Ной знал об особенности дочери задолго до неё самой. Однако он хочет защитить её от организации "Компания", в которой давно работает, и поэтому приказывает Рене стереть Клэр воспоминания об этом вечере.
Рене якобы выполняет приказ Ноя, но в действительности лишь стимулирует это, т.к. втайне работает на мать Питера, Энджела Петрелли, тоже связанную с "Компанией". От Рене Клэр узнаёт, что её биологическая мать носила имя Мередит Гордон, жила в городке под названием Кермит и погибла там при пожаре. Однако девушка решает не верить Гаитянину на слово и начинает обзванивать всех родственников Мередит, живущих в Кермите, и неожиданно натыкается на саму Мередит. Вскоре она приезжает к ней в Кермит, и они счастливо проводят время за беседой в домике-трейлере Мередит. Выясняется, что до удочерения Клэр носила имя Энни Гордон, и что Мередит тоже является сверхчеловеком (она умеет создавать огонь силой мысли, благодаря чему и выжила в пожаре). При следующей встрече Мередит говорит Клэр, что её биологический отец теперь тоже знает об её выживании, но готов лишь поделиться деньгами (суммой в 50 тысяч долларов), половину из которых Мередит хочет отдать Клэр.
Однако девушка чует подвох в словах матери и решает подслушать её снаружи трейлера. В результате она узнаёт, что её биологический отец — начинающий конгрессмен Нэйтан Петрелли, старший брат её спасителя Питера, и что Мередит нагло воспользовалась возвращением дочери, чтобы потребовать у Нэйтана денег за молчание о существовании внебрачного ребёнка (ведь скандал перед выборами в Конгресс США ему ни к чему), и затребованная ею сумма вдвое больше той, что она озвучила Клэр. Чирлидерша разочаровывается в матери, но решает попробовать поговорить и сблизиться с Нэйтаном, и вскоре ей это удаётся, хотя Нэйтан всё же уговаривает её на время уехать в Париж, чтобы защитить от проблем на фоне выборов. Питер, узнав, что чуть не влюбился в собственную племянницу, испытывает стыд, но они с Клэр быстро преодолевают этот шок и сближаются.
В финале сезона Клэр вместе со всеми родными участвует в финальной битве с Сайларом и "Компанией" и в слезах наблюдает, как Нэйтан уносит Питера в стратосферу, спасая Нью-Йорк от ядерного взрыва.

### Второй сезон
Сбежала от Нэйтана в 4-м томе и спасла Питера, который помог ей. Скрывала у себя дома Алекса, парня из магазина комиксов, который умеет дышать под водой. В последнем сезоне поступила в университет, где начала дружить со своей соседкой по комнате Гретхен, которая оказывается влюблена в Клэр. Но отмена сериала не дала возможности раскрыть их отношения.

### Герои: Возрождение
Умерла во время родов между сериалами до взрыва в Одессе.